# Вербовичский сельсовет
Вербовичский сельсовет (белор. Вербавіцкі сельсавет) — административная единица на территории Наровлянского района Гомельской области Беларуси. Административный центр —  агрогородок Вербовичи.

## История
16 декабря 2009 года д. Конотоп включена в состав Наровлянского сельсовета.

## Состав
Вербовичский сельсовет включает 4 населённых пункта:
- Антонов — деревня
- Вербовичи — агрогородок
- Гридни — деревня
- Грушевка — деревня

Упразднённые населённые пункты на территории сельсовета:
- Антоновка — деревня
- Белая Сорока — деревня
- Белобережская Рудня — деревня
- Белый Берег — деревня[2]
- Берёзовка — деревня
- Вепры — деревня
- Вяжище — деревня
- Гамарня — деревня
- Данилеевка — деревня
- Дворище — деревня
- Дерновичи — деревня
- Довляды — деревня
- Карповичи — деревня
- Лиховня — деревня
- Надточаевка — деревня
- Новый Майдан — деревня
- Осиповка — деревня
- Рожава — деревня
- Тешков — деревня
- Хатки — деревня
- Хутор-Лес — деревня

## Достопримечательность
- Церковь Святой Параскевы Пятницы (XVIII век) в аг. Вербовичи.
- 28 июня 2021 года в лесном массиве вблизи Вербовичи открыт памятный знак погибшим в авиакатастрофе самолета ЯК-42[3].